# تیسابچ
تیسابچ (به مجاری:  Tiszabecs) یک منطقهٔ مسکونی در مجارستان است که در ناحیه فهردیارمات واقع شده‌است. تیسابچ ۱۷٫۱۴ کیلومتر مربع مساحت و ۱٬۲۹۲ نفر جمعیت دارد.